# Škrilje (Ig)
Škrilje (Duits: Schkrill) is een plaats in Slovenië en maakt deel uit van de gemeente Ig in de NUTS-3-regio Osrednjeslovenska. De plaats telde 487 inwoners op 1 januari 2020.

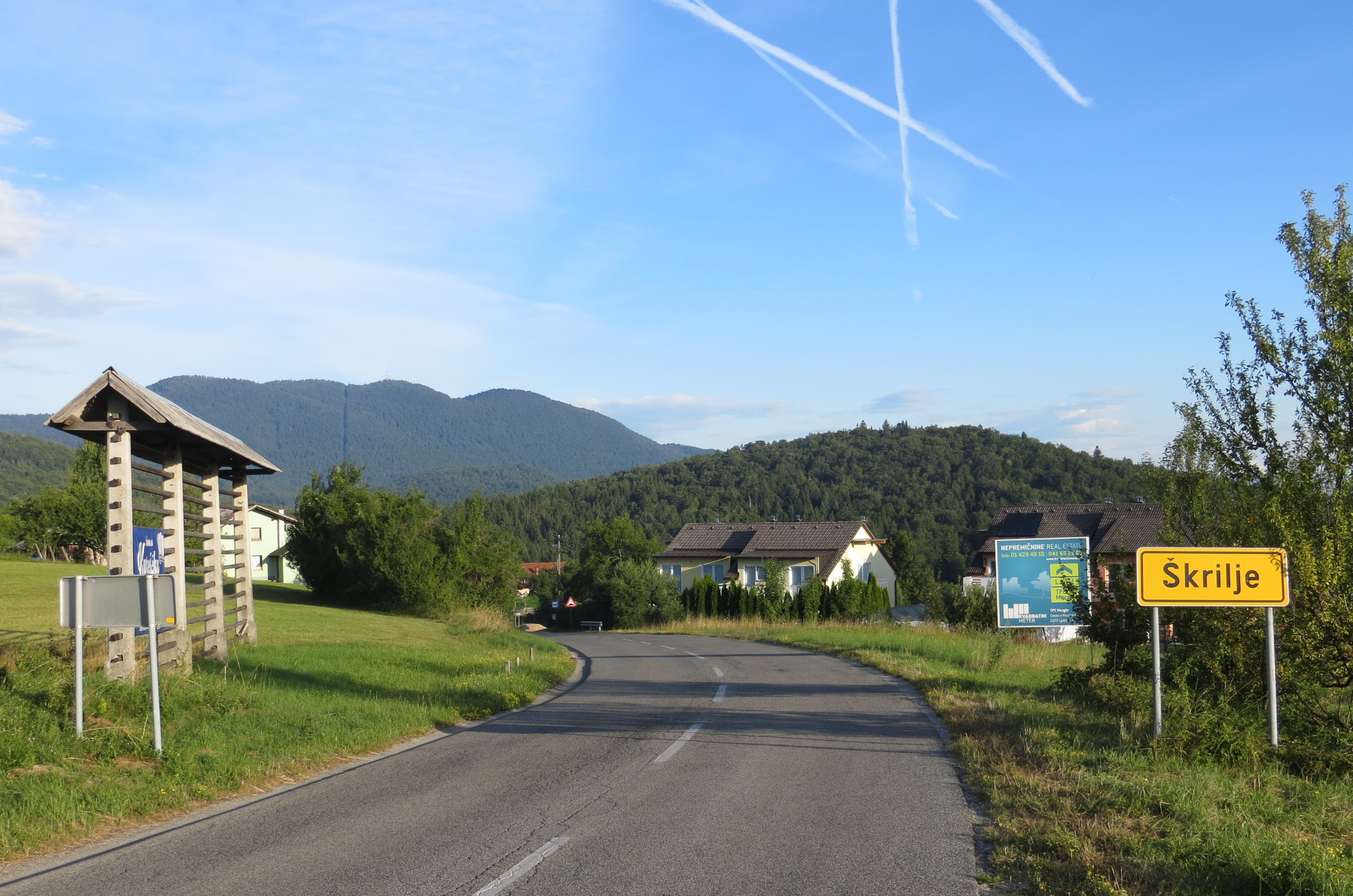
Dorpsaanzicht